# Jardines de la Calera
Jardines de la Calera es una localidad del estado mexicano de Jalisco. Es parte del municipio de Tlajomulco de Zúñiga.

## Demografía
| Gráfica de evolución demográfica |
|                                  |

| Censo | Población |
| ----- | --------- |
| 1980  | 463       |
| 1990  | —         |
| 2000  | 1 306     |
| 2010  | 1 112     |
| 2020  | 1 150     |